# 130er v. Chr.
Portal Geschichte | Portal Biografien | Aktuelle Ereignisse | Jahreskalender | Tagesartikel

◄ |
1. Jahrtausend v. Chr. |

◄ |
3. Jh. v. Chr. |
2. Jahrhundert v. Chr. |
1. Jh. v. Chr. |
►

◄ | 160er v. Chr. | 150er v. Chr. | 140er v. Chr. | 130er v. Chr. |
120er v. Chr. |
110er v. Chr. |
100er v. Chr. |
►

139 v. Chr. |
138 v. Chr. |
137 v. Chr. |
136 v. Chr. |
135 v. Chr. |
134 v. Chr. |
133 v. Chr. |
132 v. Chr. |
131 v. Chr. |
130 v. Chr.

## Ereignisse
- 139 v. Chr.: Ermordung des Viriathus. Infolgedessen bricht der Widerstand der Lusitaner rasch zusammen. Der Spanische Krieg endet 133 v. Chr. Die ist der Grund dafür, dass die Herrschaft der Römer über die Iberische Halbinsel nicht mehr gefährdet ist.
- 135 bis 132 v. Chr.: Der erste Sklavenkrieg gegen Rom bricht aus: Etwa 200.000 Sklaven erheben sich unter dem syrischen Sklaven Eunus auf Sizilien. Etwa 20.000 Sklaven werden schließlich gekreuzigt.
- 133 v. Chr.: Tiberius Sempronius Gracchus legt aufgrund sozialer Probleme in Rom eine Agrarreform vor. Er wird von Senatsanhängern ermordet. Ebenso ergeht es einige Jahre später seinem jüngeren Bruder Gaius. Beginn der Zeit der Römischen Bürgerkriege.